# Georg Cufodontis
 Georg Cufodontis  ( 1896 - 1974 ) fue un botánico, pteridólogo y explorador austríaco.

## Algunas publicaciones
- 1933. Kritische Revision von Senecio sectio Tephroseris. Ed. Dahlem bei Berlin : im Selbstverlage

- 1947. Die botanischen Ergebnisse von Fr. J. Bieber's Reisen in Äthiopien. Viena

- 1948. Übersicht der afrikanischen Hibiscus-Arten aus der Sektion Bombycella. En: Ann. des Naturhistorischen Museums in Wien 56: 24–59

- 1957.  Erster Versuch einer Entwirrung des Komplexes "Kalanchoe laciniata (L.) DC.". En: Bull. du Jardin botanique de l'État a Bruxelles 27 ( 4) 31 de diciembre de 1957, pp. 709-718

- 1967. Drei neue Arten vonKalanchoë aus Kenya und Tanzania. Ed. Springer Viena. Plant Systematics and Evolution 114 (2 ): 149 -155. ISSN 0378-2697

- 1968. Crassulaceae, Celastraceae, Thymelaeaceae und Compositae aus dem Tanasee-Gebiet und dem Semyen-Gebirge. Stuttgarter Beiträge zur Naturkunde aus dem Staatlichen Museum für Naturkunde in Stuttgart 195

- 1969. Supplement: Enumeratio Plantarum Aethiopiae Spermatophyta (Sequentia). Bull. du Jardin botanique national de Belgique / Bull. van de National Plantentuin van België, 39 ( 3) (30 sep 1969) : 1339-1386

### Libros
- 1953-1972.  Enumeratio Plantarum Aethiopiae Spermatophyta. En 25 partes. Ed. Bulletin du Jardin Botanique de Belgique. I-XXXI + 1657 pp.
- 1974. Nouvelle flore de la Belgique, du Grand-Duché de Luxembourg, du nord de la France et des régions voisines
- La abreviatura «Cufod.» se emplea para indicar a Georg Cufodontis como autoridad en la descripción y clasificación científica de los vegetales.[1]